# 東勇路
東 勇路（あずま ゆうじ、1902年3月15日 - 没年不詳）は、日本の俳優である。本名中島 勇（なかじま いさむ）、芸名を東 勇治、東 勇二とクレジットされた時期もあった。小笠原明峰率いる小笠原プロダクション創立時のスター俳優であり、日活に移籍後は、現代劇のバイプレイヤーとして知られた。

## 人物・来歴
1902年（明治35年）3月15日、福岡県八女郡北山村（現在の同県八女市立花町北山）に生まれる。
旧制・福岡県立八女中学校（現在の福岡県立八女高等学校）を卒業し、旧制・西南学院高等学部（現在の西南学院大学）に進学するが、中途退学し、1923年（大正12年）の小笠原プロダクションの設立に参加した。学歴については、『世界のキネマスター』（報知新聞社）には、明治大学を卒業した旨の記述がみられる。1925年（大正14年）3月5日に公開された『水兵の母』（監督小笠原明峰）に主演し、人気を得る。1926年（大正15年）6月、同じく京都にある日活大将軍撮影所現代劇部に移籍した。1928年（昭和3年）には、『イノック・アーデン』を山本嘉次郎が脚本に翻案した『思ひ出の水夫』（監督田坂具隆）に主演、同作は同年10月5日に公開された。前年に新設され、時代劇部が先に移転した日活太秦撮影所（のちの大映京都撮影所、現存せず）に、現代劇部も同年4月に移転しており、東も同様に異動した。
1935年（昭和10年）には、前年に買収した日本映画の撮影所を改称した日活多摩川撮影所（現在の角川大映撮影所）に現代劇部が移転しており、東も同様に異動した。満38歳となった1940年（昭和15年）9月5日に公開された『米若の妻』（監督春原政久）を最後に、以降の出演記録が見当たらない。『映画旬報』昭和16年1月21日号によれば、1941年（昭和16年）1月をもって同社俳優部から企画部へ転向したという旨が記されている。1942年（昭和17年）1月27日、戦時統合による大映の設立以降も継続入社、大映東京第二撮影所（のちの大映東京撮影所、現在の角川大映撮影所）に所属して、企画係を務めた。しかし、第二次世界大戦終結後の消息は伝えられていない。没年不詳。

## フィルモグラフィ
クレジットはすべて「出演」である。公開日の右側には役名、および東京国立近代美術館フィルムセンター（NFC）、マツダ映画社所蔵等の上映用プリントの現存状況についても記す。同センター等に所蔵されていないものは、とくに1940年代以前の作品についてはほぼ現存しないフィルムである。資料によってタイトルの異なるものは併記した。

### 小笠原プロダクション
すべて製作・配給は「小笠原プロダクション」、すべてサイレント映画である。
- 『水兵の母』 : 監督小笠原明峰、1925年3月5日公開 - 水兵小川俊作（主演）
- 『吹雪の夜』 : 監督三善英芳、1924年製作・1925年公開[1]
- 『風船売りの小母さん』 : 監督水谷登志夫、1924年製作・1925年公開[1]
- 『遺言』 : 監督小笠原明峰、1925年5月14日公開 - 居候 吉田

### 日活大将軍撮影所
すべて製作は「日活大将軍撮影所」、配給は「日活」、すべてサイレント映画である。
- 『男子突貫』（『男児突貫』[6]） : 監督徳永フランク、1926年7月14日公開 - 吉村
- 『舶来鈍珍漢』（『弥次喜多頓珍漢』[6]） : 監督畑本秋一、1926年10月24日公開 - 男
- 『心なき都』 : 監督徳永フランク、1927年1月28日公開 - 幸田（青年彫刻家）
- 『A38号室』 : 監督木藤茂、1927年4月17日公開 - 青年小川一郎
- 『椿姫』 : 監督村田実、1927年5月1日公開 - 運転手
- 『稲妻』 : 監督木藤茂、1927年7月22日公開 - その兄
- 『鉄路の狼』 : 監督東坊城恭長、1927年11月3日公開 - 流れ雲の三四郎
- 『屍は語らず』 : 監督阿部豊、1927年12月8日公開 - 田村
- 『意気衝天』 : 監督三枝源次郎、1928年6月8日公開 - 師団長
- 『新日本の謙児』（『新日本の健児』[6]） : 監督三枝源次郎、1928年6月22日公開 - 友人押川丈夫
- 『二人の女』 : 監督三枝源次郎、1928年9月16日公開 - 松葉屋新兵衛
- 『思ひ出の水夫』 : 監督田坂具隆、1928年10月5日公開 - 井澤庄作（主演）、「東勇二」名義[4][5][6]

### 日活太秦撮影所
すべて製作は「日活太秦撮影所」、配給は「日活」、すべてサイレント映画である。
- 『激流 前篇』 : 監督村田実、1928年11月1日公開 - 運転手
- 『激流 後篇』 : 監督村田実、1928年11月9日公開 - 運転手
- 『波浮の港』 : 監督木藤茂、1929年2月15日公開 - 俊平
- 『生ける人形』 : 監督内田吐夢、1929年4月19日公開
- 『杉浦重剛先生』 : 監督三枝源次郎、1929年5月24日公開 - 小村寿太郎（外相当時）
- 『春はまた丘へ』 : 監督長倉祐考、1929年10月4日公開 - 清田清助、49分尺で現存（NFC所蔵[7]）
- 『輝きの受難』 : 監督木村次郎、1929年製作・公開 - 画家（主演）
- 『火刑』 : 監督三枝源次郎、1930年1月23日公開 - 医師・賀宮
- 『静かなる歩み』 : 監督伊奈精一、1930年4月11日公開 - 昭和生命常務
- 『佐渡おけさ』 : 監督木藤茂、1930年5月1日公開 - 五作（主演）
- 『少年軍』（『村の少年』） : 監督長倉祐考、1931年5月22日公開 - 吉田君の兄、53分尺で現存（NFC所蔵[7]）
- 『鐡路に人生あり』 : 監督木村次郎、1931年10月23日公開 - 鉄道医・根元
- 『恋の長銃』（スナイドル） : 監督長倉祐孝、1931年12月4日公開 - 上村裕之丞
- 『朝凪の海は歌ふ』 : 監督吉村廉、1932年8月18日公開 - 宏造
- 『彼女の道』 : 監督熊谷久虎、1933年2月8日公開 - 松木力蔵
- 『母よ子よ』 : 監督田口哲、1933年7月6日公開 - その父・剛三
- 『大学の歌』 : 監督牛原虚彦、1933年9月14日公開 - その父
- 『黄昏の恋路』 : 監督畑本秋一、1933年製作・公開
- 『ふるさと晴れて』 : 監督山本嘉次郎、1934年1月7日公開 - 老校長
- 『可愛い女房』 : 監督大谷俊夫、1934年2月8日公開 - 太った紳士
- 『見染められた青年』 : 監督鈴木重吉、1934年3月15日公開 - 菱井社長
- 『潮』 : 監督鈴木重吉、1934年6月15日公開 - 米津雄三郎
- 『恋はバスに乗って』 : 監督伊賀山正徳、サイレント映画、1934年製作・公開 - 川村泰治（主演）

### 日活多摩川撮影所
すべて製作は「日活多摩川撮影所」、配給は「日活」、特筆以外はすべてトーキーである。
- 『乃木将軍』 : 監督池田富保、1935年1月31日公開 - 白井中佐
- 『三つの真珠』 : 監督重宗務、サイレント映画、1935年2月14日公開 - 父
- 『召集令』 : 監督渡辺邦男、部分発声版、1935年3月14日公開 - 大迫参謀、73分尺で現存（NFC所蔵[12]）
- 『深夜の太陽』 : 監督倉田文人、サウンド版、1935年9月5日公開 - 小田善一郎
- 『魂を投げろ』 : 監督田口哲、サウンド版、1935年9月26日公開 - 伊澤の父、現存（新潮45DVD[13]）
- 『少年靴屋』 : 監督伊賀山正徳、製作・配給日活、サイレント映画、1935年製作・公開 - お医者さん、38分尺で現存（NFC所蔵[7]）

- 『第二の母』 : 監督田口哲・春原政久、1936年1月23日公開 - 医師、43分尺で現存（NFC所蔵[7]）
- 『拾った貞操』 : 監督渡辺邦男、1936年4月1日公開 - 医者
- 『丸髷と文学』 : 監督清瀬英次郎、1936年4月29日公開 - 編集長
- 『恋愛と結婚の書 恋愛篇』 : 監督阿部豊、製作日活京都撮影所、1936年6月18日公開 - その父
- 『日蝕は血に染む』 : 監督首藤壽久・森永健次郎、1936年7月8日公開 - 山田博士
- 『風流深川唄』 : 監督清瀬英次郎、1936年8月14日公開 - 遠藤
- 『恋愛と結婚の書 結婚篇』 : 監督阿部豊、製作日活京都撮影所、1936年10月1日公開 - その父

- 『翼の世界』 : 監督田口哲、1937年2月1日公開 - 有村十造
- 『女よ男を裁け』 : 監督清瀬英次郎、1937年5月6日公開 - 富田弁護士
- 『限りなき前進』 : 監督内田吐夢、1937年11月3日公開 - 何時も逢う課長さん[6]（何時でも逢ふ課長さん[7]）、78分尺で現存（NFC所蔵[7]）
- 『時代の霧 前篇 春実の巻』 : 監督清瀬英次郎、1937年11月4日公開 - 保険会社外務主任
- 『時代の霧 前篇 静子の巻』 : 監督清瀬英次郎、1937年11月11日公開 - 保険会社外務主任
- 『悦ちゃんの千人針』 : 監督倉田文人、1937年11月25日公開

- 『子は誰のもの』 : 監督春原政久、1938年2月1日公開 - 或る家庭の夫
- 『敵前渡河 噫!友田伍長』 : 監督伊賀山正徳、1938年2月17日公開 - 新聞記者・藤川
- 『友よ意気高らかに』 : 監督富岡捷、1938年5月2日公開 - 富山
- 『海の護り』 : 監督清瀬英次郎・首藤壽久、1938年5月21日公開 - 役名不明、8分尺で現存（NFC所蔵[7]）
- 『姉ごころ』 : 監督田口哲、1938年6月20日公開 - 友人
- 『我が恋せし女中さん』 : 監督渡邊恒次郎、1938年8月10日公開 - 村田さん
- 『東京千一夜』 : 監督内田吐夢、1938年11月3日公開 - お客C

- 『爆音』 : 監督田坂具隆、1939年2月15日公開 - 美智子の父、84分尺で現存（NFC所蔵[7]）
- 『空襲』 : 監督田坂具隆・森永健次郎、1939年3月1日公開 - 分団長
- 『女性の力』 : 監督伊賀山正徳、1939年6月15日公開 - 山本探偵、19分尺で現存（NFC所蔵[7]）
- 『キャラコさん』 : 監督渡邊恒次郎、1939年9月28日公開 - 宮田氏
- 『土と兵隊』 : 監督田坂具隆、1939年10月15日公開 - 荒川部隊長、119分尺で現存（NFC所蔵[7]）

- 『暢気眼鏡』 : 監督島耕二、1940年2月29日公開 - 警官、29分尺で現存（NFC所蔵[7]）
- 『歴史 第一部 動乱戊辰』 : 監督内田吐夢、1940年5月15日公開 - 丹羽掃部介・松方正義
- 『歴史 第二部 焦土建設・第三部 黎明日本』 : 監督内田吐夢、1940年5月30日公開 - 丹羽掃部介（家老）
- 『米若の妻』 : 監督春原政久、1940年9月5日公開 - 父・省蔵